# Нижняя Хохловка
Улица Ни́жняя Хохло́вка расположена в Юго-Восточном административном округе города Москвы на территории района Нижегородский.

## История
Названа в 1928 году по бывшей деревне Хохловка, на месте которой она расположена. Здесь протекает речка Хохловка, по отношению к которой различаются улицы Верхняя и Нижняя Хохловка.

## Расположение
Улица Нижняя Хохловка начинается от Нижегородской улицы и идёт на юг. Улица заканчивается недалеко от железнодорожных путей Малого кольца Московской железной дороги.

## Транспорт

### Наземный общественный транспорт
По улице не проходят маршруты наземного общественного транспорта. Ближайшая остановка — «Хохловка» (на пересечении с Нижегородской улицей):
- Автобусы № м7, м27, 29к, 51, 143, 143к, 279, 805 (при движении из центра)
- Автобусы № т26, т63 (при движении из центра)[3].

### Метро
- Станция метро «Нижегородская» Московского центрального кольца, Большой кольцевой  и Некрасовской линий.
- Станция метро «Волгоградский проспект» Таганско-Краснопресненской линии — в 2,4 км на юго-запад от пересечения с Нижегородской улицей[3].